# Srđan Stanić
Srđan Stanić (Sarajevo, 6 luglio 1989) è un ex calciatore bosniaco, di ruolo difensore.

## Palmarès

### Club

#### Competizioni nazionali
- Campionato bosniaco: 3

Željezničar: 2009-2010, 2011-2012, 2012-2013
- Coppa di Bosnia: 2

Željezničar: 2010-2011, 2011-2012